# ダイカー亜科
ダイカー亜科（ダイカーあか、Cephalophinae）は、鯨偶蹄目ウシ科に含まれる亜科。

## 分布
サハラ砂漠以南のアフリカ大陸

## 形態
最大種はコシキダイカーで体長115 - 145センチメートル、体重45 - 80キログラム。体型は丸みを帯び、下半身が発達する。
脳頭蓋（眼窩より後方の頭骨）よりも顔面頭蓋（眼窩後端より前の部分）がわずかに大きい。サバンナダイカーを除き雌雄共に直線的な角があり、角は耳介よりも小型。眼は大型。眼と鼻の間に1列に並んだ小型かつ複数の臭腺（眼下腺）がある。眼下腺の開口部周辺には体毛がない。吻端にある体毛で被われない板状の皮膚（鼻鏡）が唇に接する。胆嚢がない。四肢は短い。第2・5指趾の蹄（側蹄）は小型。
乳頭の数は4個。

## 分類
分類はMSW3を基に、和名は（今泉, 1988）に従う。ただしMSW3にてオギルビーダイカーにおそらく含む・（今泉, 1988）にてオギルビダイカーの亜種として扱われていたC. brookeiは独立種として扱わず、ハーヴェイダイカーはMSW3でアカダイカーの亜種として扱っているが独立種として扱う。
- ダイカー属 Cephalophus
  - Cephalophus adersi アダースダイカー Ader's duiker[4]
  - Cephalophus callipygus ピータースダイカー Peter's duiker
  - Cephalophus dorsalis セスジダイカー Black-backed duiker
  - Cephalophus harveyi ハーヴェイダイカー Harvey's duiker
  - Cephalophus jentinki ソメワケダイカー Jentink's duiker[4]
  - Cephalophus leucogaster シロハラダイカー White-bellied duiker
  - Cephalophus natalensis アカダイカー Red duiker
  - Cephalophus niger クロダイカー Black duiker
  - Cephalophus nigrifrons ズグロダイカー Black-fronted duiker
  - Cephalophus ogilbyi オギルビーダイカー Ogilby's duiker
  - Cephalophus rufilatus ワキアカダイカー Red-flanked duiker
  - Cephalophus sylvicultor コシキダイカー Yellow-backed duiker
  - Cephalophus spadix アボットダイカー Abbott's duiker[4]
  - Cephalophus weysi ザイールダイカー Zaire duiker
  - Cephalophus zebra シマダイカー Zebra duiker[4]
- Philantomba属
  - Philantomba maxwelli マクスウェルダイカー Maxwell's duiker
  - Philantomba monticola ブルーダイカー Blue duiker
  - Philantomba walteri Walter's duiker[5]
- サバンナダイカー属 Sylvicapra
  - Sylvicapra grimmia サバンナダイカー Bush duiker

## 生態
主に森林に生息するが、サバンナダイカーはサバンナに生息する。単独またはペアで生活する。飼育下での観察例から眼下腺を物に擦りつけて縄張りを主張すると考えられている。ダイカーはアフリカーンス語で英語のdiverと同義で、危険を感じると茂みに逃げ込む習性に由来すると考えられている。
食性は植物食傾向の強い雑食で、主に木の葉を食べるが茎、樹皮、芽、果実、昆虫、鳥類、小型哺乳類、動物の死骸なども食べる。
繁殖形態は胎生。1回に1頭の幼獣を産む。

## 人間との関係
生息地では食用とされることもある。
森林伐採による生息地の破壊、ブッシュミート用の狩猟、害獣としての駆除などにより生息数が減少している種もいる。